# Orešje na Bizeljskem
Orešje na Bizeljskem je naselje u Općini Brežice u istočnoj Sloveniji. Orešje na Bizeljskem se nalazi u pokrajini Štajerskoj i statističkoj regiji Donjoposavskoj. 

## Stanovništvo
Prema popisu stanovništva iz 2002. godine Orešje na Bizeljskem je imalo 233 stanovnika.

### Etnički sastav
1991. godina:
- Slovenci: 244 (92,4%)
- Hrvati: 7 (2,7%)
- Makedonci: 1
- nepoznato: 12 (4,5%)

## Vanjske poveznice
- Satelitska snimka naselja  Arhivirana inačica izvorne stranice od 29. srpnja 2017. (Wayback Machine)